# Jesús Rueda Azcuaga
Jesús Rueda (Madrid, 30 de mayo de 1961) es un compositor español.  

## Biografía
Estudió piano en el Real Conservatorio Superior de Música de la capital, con Joaquín Soriano, y Armonía con Emilio López. Posteriormente realizó estudios de composición con Luis de Pablo (1980-1984) y con Francisco Guerrero Marín. También amplió sus estudios con Manzoni, Gentilucci y Luigi Nono, becado por el Festival de Granada (1985-88). Ha trabajado la música electroacústica con Horacio Vaggione en el gabinete de Música Electroacústica de Cuenca. Ha impartido también diversas conferencias sobre su música, tanto en España como en el extranjero. Obtuvo el Premio Nacional de Música 2004 concedido por el Ministerio de Cultura de España.
Fue Compositor en Residencia de la Joven Orquesta Nacional de España (JONDE) en el 97-98 y ha representado a España en las Variaciones Europeas para todas las Jóvenes Orquestas de Europa, organizado por EFNYO (Ámsterdam) en el 2000 con su Sinfonía I "Laberinto".
Ha recibido encargos del CDMC (Ministerio de Cultura de España), Ensemble Intercontemporain de París, Biennale di Venezia, ONE, Universidad Complutense de Alcalá, Novecento Música de Milán, Arzobispado de Milán, Ensemble L'Itineraire de París, JONDE, Nieuwe Muziek de Middelburg (Holanda)
Entre los músicos que han interpretado su música cabe señalar al Ensemble Intercontemporain, Arditti String Quartet, Ananda Sukarlan, Miquel Bernat, L'Itineraire, Orquesta Nacional de España, Orquesta Filarmónica de Estrasburgo, Orq. del Teatro Ermitage, Orq. de Cadaqués, Xenakis Ensemble, Divertimento Ensemble, Freon, Ángel Luis Castaño, Ricardo Descalzo, Miguel Ituarte, Modus Novus, etc.
Ha ganado varios premios de composición, entre otros:
1° Premio del Ayuntamiento de Madrid 1989, 1° Premio de la Sociedad General de Autores de España 1990 y 1991, 2° Premio ICONS de Turín 1991, Premio Forum Junger Komponisten (WDR) de Colonia 1992, IRCAM Reading Panel 1995 (Ensemble InterContemporain commission), Premio Colegio de España en París 1996. Sus obras han sido seleccionadas en Gaudeamus Muziekweek (Holanda) 1990 (Estancias para 6 percusionistas y Seis Estudios para piano), World Music Days (ISCM) en Zúrich 1991, Tribuna de la Fundación Juan March 1987. Su música ha estado presente en el Festival Nieuwe Muziek de Middelburg 1990, 1991 y 1993, Festival Ars Musica de Bruselas 1992 y 2000, Festival MUSICA de Estrasburgo 1999, Festival de Alicante, Festival MANCA (Francia 2000), Nuove Sincronie, Concertgebouw de Ámsterdam, Centro Pompidou de París, San Petersburgo, Londres, Expo Hannover 2000, Kuhmo Festival, etc.
En 2015 publicó un libro de aforismos titulado Dentro de un instante (Editorial Progresele), en el que expuso sus ideas sobre la creación musical.

## Obra selecta
- Sinfonía n.º 1, Laberinto (2000)
- Sinfonía n.º 2, Acerca del límite (2001)
- Sinfonía n.º 3, Luz (2006)
- Sinfonía n.º 4, July (2017)
- Sinfonía n.º 5, Naufragios (2019)
- Sinfonía n.º 6, Flight into Darkness (2020)
- Sinfonía n.º 7, Northern Visions (2021)
- Sinfonía n.º 8, Elegy (2021)
- Sinfonía n.º 9, Oblivion (2022)
- Sinfonía n.º 10, La era real (2022)
- Sinfonía n.º 11, The Way-El Camino (2023)
- Sinfonía n.º 12, Oceana (2023)
- Sinfonía n.º 13, Memory and Desire (2024)
- Sinfonía n.º 14 (2024)
- Sinfonía n.º 15 (2025)
- Sinfonía n.º 16 (2025)
- Cuarteto de cuerda n.º 1 (1990)
- Cuarteto de cuerda n.º 2 “Desde las sombras” (2003)
- Cuarteto de cuerda n.º 3 "Islas" (2004)
- Cuarteto de cuerda n.º 4 "Still Life" (2018)
- Cuarteto de cuerda n.º 5 "Fragments" (2019)
- Cuarteto de cuerda n.º 6 "The Glare" (2019)
- Cuarteto de cuerda n.º 7 "The Journey" (2020)
- Cuarteto de cuerda n.º 8 "Nostalgia" (2020)
- Cuarteto de cuerda n.º 9 "Metamorphosis" (2020)
- Cuarteto de cuerda n.º 10 "Copenhagen" (2020)
- Cuarteto de cuerda n.º 11 "On the way of Bee" (2021)
- Cuarteto de cuerda n.º 12 "Afterthoughs" (2021)
- Cuarteto de cuerda n.º 13 "Madrid" (2021)
- Cuarteto de cuerda n.º 14 "Good Old Days (Rome)" (2021)
- Cuarteto de cuerda n.º 15 "The Endless Shore" (2021)
- Cuarteto de cuerda n.º 16 "Las semanas del jardín" (2022)
- Cuarteto de cuerda n.º 17 "Nothingness" (2022)
- Cuarteto de cuerda n.º 18 "The Naked Horizon" (2023)
- Cuarteto de cuerda n.º 19 "Amor constante más allá de la muerte" (2023)
- Jardín mecánico
- Cadenza
- 24 interludios (1995-2003)
- Sonata n.º 1, para piano “Jeux d’eau” (1991)
- Sonata n.º 2, para piano “Ketjak” (2004, escrita para el compositor y pianista indonesio Ananda Sukarlan)
- Sonata n.º 3, para piano “Upon a Ground” (2016)
- Sonata n.º 4, para piano “Night Thoughts” (2017)
- Sonata n.º 5, para piano “The Butterfly Effect” (2018)
- Sonata n.º 6, para piano “On the Edge” (2018)
- Sonata n.º 7, para piano “Isola T.” (2022)
- Sonata n.º 8, para piano “Plaka” (2022)
- Sonata n.º 9, para piano (2024)
- Sonata n.° 10, para piano “Vanishing Point” (2024)
- Sonata n.° 11, para piano “Moebius” (2024)